# Calavino
Calavino là một đô thị ở Trentino ở vùng Trentino-Alto Adige/Südtirol của Ý, tọa lạc cách 18 km về phía tây của Trento. Tại thời điểm ngày 31 tháng 12 năm 2004, đô thị này có dân số 1.365 người và diện tích là 12,8 km².
Calavino giáp các đô thị: San Lorenzo in Banale, Trento, Vezzano, Padergnone, Lomaso, Lasino và Dro.